# Federación de Fútbol de Jordania
La Federación de Fútbol de Jordania (en árabe: الاتحاد الأردني لكرة القدم) es el organismo rector del fútbol en Jordania, con sede en Amán. Fue fundada en 1949, desde 1958 es miembro de la FIFA y desde 1974 la AFC. Organiza el campeonato de Liga y de Copa de Jordania, así como los partidos de la selección nacional en sus distintas categorías.

## Afiliación
- FIFA
- Confederación Asiática de Fútbol (AFC)
- Unión de Asociaciones de fútbol árabes (UAFA)
- Federación de Fútbol del Oeste de Asia (WAFF)